# Ungheni (Argeș)
Ungheni is een Roemeense gemeente in het district Argeș.

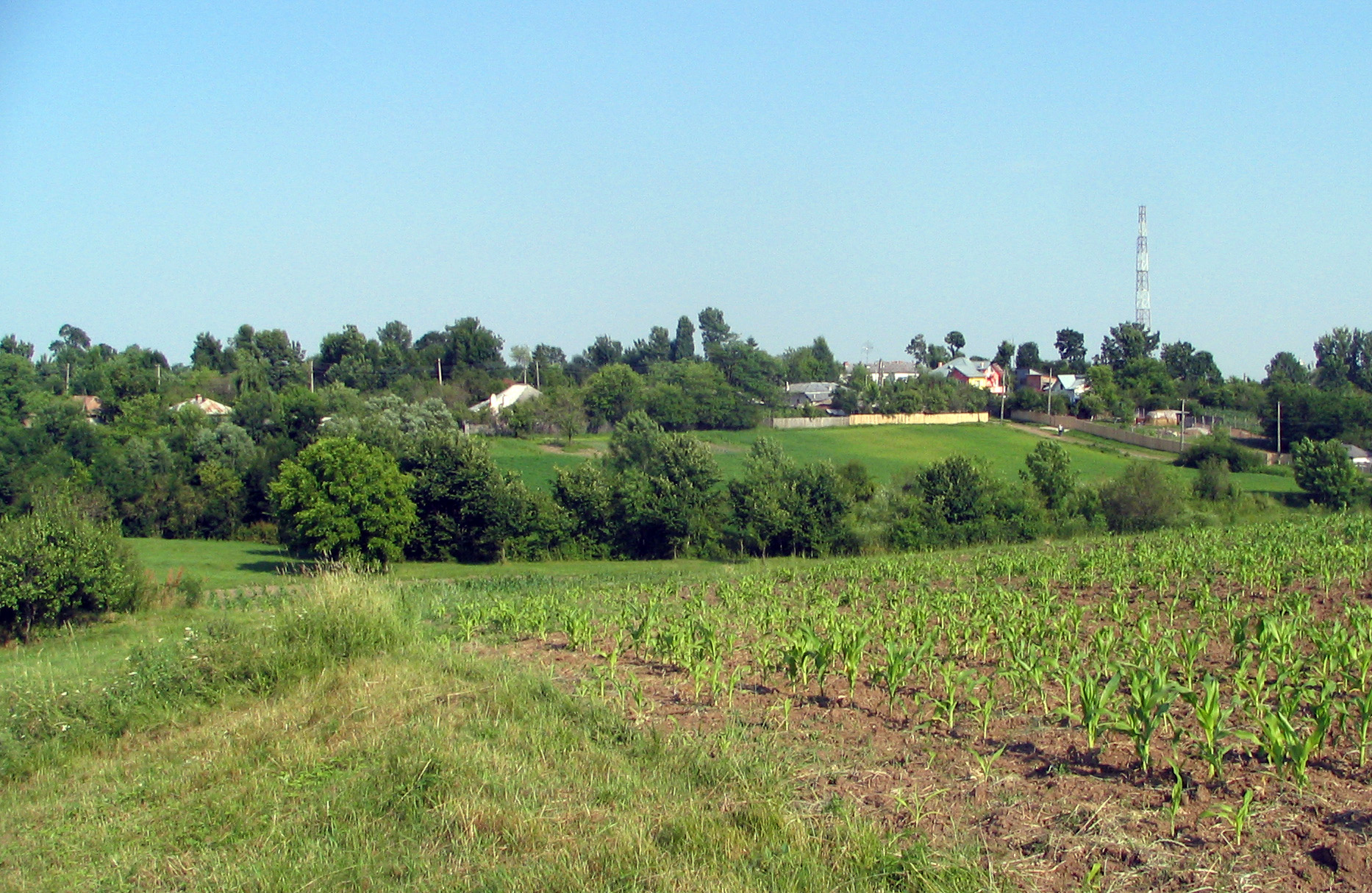
Ungheni

Ungheni telt 3416 inwoners.